# Elezioni generali nelle Samoa del 2025
Le elezioni generali nelle Samoa del 2025 si terranno il 29 agosto per il rinnovo del Fono, il parlamento del paese.
Esse sono state indette in anticipo rispetto alla naturale scadenza della legislatura, prevista per il 2026, a causa di una crisi politica formatasi all’interno delle forze politiche in supporto al governo, cosa che in definitiva ha portato, con il rigetto da parte del Parlamento della legge di bilancio, al suo crollo e all’indizione di quest’ultime.

## Sistema elettorale

### Disposizioni generali
Il voto nelle Samoa è permesso ai cittadini a partire dai 21 anni di età. Dal 2021 (in applicazione di un nuovo codice elettorale del 2019), tutti gli elettori hanno l’obbligo registrarsi ed andare a votare, salvo per eventuali motivi comprovati ed accettati dalla legge, pena il pagamento di una multa pari a 100 ST in caso di mancato voto e 2000 ST in caso di mancata registrazione.

### Disposizioni operative
Per le elezioni parlamentari, la legge elettorale samoana prevede l’applicazione di un sistema maggioritario secco, attuato in 51 collegi uninominali.
Peculiarità del sistema elettorale tuttavia, ai sensi della Costituzione (Art. 44), è la previsione di un meccanismo correttivo a favore del genere femminile, attuato con l’obbligo legale, per i partiti politici, di far sì che dal complesso delle proprie liste elettorali risulti globalmente eletto un numero di donne pari ad almeno il 10% dei seggi disponibili in Parlamento (ossia almeno 5). Nel momento in cui ciò non si verifichi elettoralmente, tuttavia, la Carta fondamentale prevede l’istituzione di 6 seggi aggiuntivi (oltre ai 51 ordinari), sebbene associati qui a più ampi collegi plurinominali, per le migliori candidate non elette in termini percentuali.